# Cửa khẩu Tây Giang
Cửa khẩu Tây Giang là cửa khẩu tại vùng đất thôn Ch’nóc xã Ch'Ơm huyện Tây Giang tỉnh Quảng Nam, Việt Nam .
Cửa khẩu Tây Giang thông thương với cửa khẩu Kaleum (Kà Lừm) ở muang Kaleum tỉnh Sekong, CHDCND Lào .

## Hoạt động
Cặp cửa khẩu Tây Giang - Kaleum được giới chức tỉnh Quảng Nam, Việt Nam và tỉnh Sekong, CHDCND Lào khai trương ngày 25/04/2013 . Tuy nhiên do giao thông chưa phát triển nên đến năm 2016 hoạt động giao thương còn trầm vắng.